# Hamad ibn Said
Hamad ibn Said (arabisch حمد بن سعيد, DMG Ḥamad ibn Saʿīd; † 13. März 1792) war Sayyid von Maskat (1784–1792).
Nachdem Said ibn Ahmad (1783–1811) zum Imam Omans gewählt worden war, regte sich bald Widerstand, da er im Volk sehr unbeliebt war. Dies nutzte Hamad dazu, die Herrschaft in Maskat und die Kontrolle über weite Teile des Landes zu erringen. Sein Vater Said konnte sich aber in Rustaq als Imam der Ibaditen behaupten. 
Allerdings war Hamad auch mehr an der Herrschaft über Maskat, die Küstengebiete und die afrikanischen Kolonien interessiert, so dass es zu einer Teilung des Landes in das Imamat Oman und Maskat kam. Hamad legte sich den Titel eines „Sayyid“ (Herr) zu. Als Sultane wurden die Herrscher von Maskat erst durch die Briten anerkannt.
Hamad ließ zur Sicherung seiner Herrschaft mehrere Festungen in dem von ihm kontrollierten Landesteilen errichten. Außerdem strebte er nach der Unterwerfung von Kilwa (1785) eine erneute Eroberung von Mombasa in Ostafrika an. Dieses hatte sich während des Bürgerkriegs von der omanischen Herrschaft befreit. Ein angeblich geplanter Angriff auf Bombay in Indien wurde nach Hamads frühen Tod (1792) aufgegeben. Nachfolger wurde mit Sultan ibn Ahmad (1792–1804) ein Sohn des Dynastiegründers Ahmad ibn Said (1749–1783).
Siehe auch: Said-Dynastie
| Personendaten    | Personendaten                 |
| ---------------- | ----------------------------- |
| NAME             | Hamad ibn Said                |
| ALTERNATIVNAMEN  | حمد بن سعيد (arabisch)        |
| KURZBESCHREIBUNG | Sayyid von Maskat (1784–1792) |
| GEBURTSDATUM     | 18. Jahrhundert               |
| STERBEDATUM      | 13. März 1792                 |